# めんバーガー
めんバーガー（めんバーガー）とは、福岡県行橋市のご当地バーガーのことである。焼き固めた麺をバンズとして具をはさんだもので、中華麺の他にうどんや蕎麦、パスタ等が使われ、挟む具も多様である。京都（みやこ）のめんバーガーやヌードルバーガー等の愛称がある。
2006年夏に、東京・環七沿いのラーメン店「バサノバ」の主人が、「環七・めんバーガー」として移動販売で売り出したのが嚆矢とされる。主人の故郷である行橋市（商業施設「コスタ行橋」等）や東京で販売した所、たちまち好評を博しご当地バーガーとして有名になった。
2009年には、行橋駅から徒歩15分の所に「めんバーガー 本店」がオープン。焼き固めた中華麺をバンズ代わりとして、ピリ辛味噌ダレのチャーシューとめんたいつくねの2種類の具を挟み（どちらも1個300円）、「めんバーガー」として売り出している。
2017年には、群馬県新田早川町のダイニングモン・ドールにて独自の麺と
アゴだしを使った麺バーガーを開発、販売している。